# Encyclia chiapasensis
Encyclia chiapasensis là một loài thực vật có hoa trong họ Lan. Loài này được Withner & D.G.Hunt mô tả khoa học đầu tiên năm 1994.